# 米哈尔·卡德莱茨
米哈尔·卡德莱茨（1984年2月13日—），捷克足球运动员，现效力於捷克足球甲级联赛布拉格斯巴達。
米哈尔的父親米羅斯拉夫（Miroslav Kadlec）是前捷克斯洛伐克及捷克國家隊成員，於1990-98年曾效力利華古遜。